# Sibelius (cràter)
Sibelius és un cràter d'impacte en el planeta Mercuri de 94 km de diàmetre. Porta el nom del compositor finès Jean Sibelius (1865-1957), i el seu nom va ser aprovat per la Unió Astronòmica Internacional el 1985.